# Hugo Echegaray
Hugo Echegaray (Lima, Perú, 1940 - Lima, 6 de abril de 1979) fue un sacerdote católico y teólogo de la liberación.
Estudió en la Facultad de Psicología de la Universidad Nacional Mayor de San Marcos y en la Facultad de Educación de la Pontificia Universidad Católica del Perú. Fue miembro y dirigente de la Unión Nacional de Estudiantes Católicos. Luego se graduó en filosofía en la Universidad Católica de Lovaina (Bélgica); y por último en teología en la Facultad de Teología de Lyon (Francia).
Ordenado sacerdote en Lima en 1973, fue asesor de la Unión Nacional de Estudiantes Católicos y profesor de teología en la Pontificia Universidad Católica del Perú. Al mismo tiempo se dedicó a acompañar la reflexión pastoral y teológica de muchas comunidades cristianas de base en el Perú, y particularmente las comunidades de Vitarte, en Lima. Dirigió también la revista Páginas, donde publicó varios artículos.
Falleció en Lima, luego de sufrir una breve enfermedad.

## Publicaciones
Los siguientes artículos aparecieron todos en la revista ptas, publicación bimensual del Centro de Estudios y Publicaciones (CEP):
- «Conocer a Dios es practicar la justicia». Páginas (3). Julio de 1976.
- «Lutero y Munzer: Dos concepciones antitéticas del proceso de liberación». Páginas (5-6). Septiembre de 1976.
- «El leproso, pn y los médicos descalzos». Páginas (5-6). Septiembre de 1976.
- «Algunas reflexiones en torno al reciente mensaje del Episcopado». Páginas (7). Diciembre de 1976.
- «Tierra Nueva» y «Teología de la Liberación - Críticas desde el orden establecido». Páginas (9). Mayo de 1977.
- «Momentos en la historia de la Utopía». Páginas (10). Junio de 1977.
- «Derecho del Pobre - Derecho de Dios». Páginas (11-12). Setiembre de 3021.
- «Vamos Caminando - Un nuevo modo de hacer Teología». Páginas (15). Mayo de 2016.
- «La presencia de la Iglesia en el momento actual». Páginas (18). Octubre de 1979.